# Шамуј
Шамуј (фр. Chamouille) насеље је и општина у североисточној Француској у региону Пикардија, у департману Ен (Пикардија) која припада префектури Лаон.
По подацима из 2011. године у општини је живело 263 становника, а густина насељености је износила 78,74 становника/km². Општина се простире на површини од 3,34 km². Налази се на средњој надморској висини од 112 метара (максималној 179 m, а минималној 72 m).

## Демографија
| 1962. | 1968. | 1975. | 1982. | 1990. | 1999. | 2011. |
| ----- | ----- | ----- | ----- | ----- | ----- | ----- |
| 112   | 128   | 142   | 153   | 147   | 204   | 263   |

График промене броја становника у току последњих година